# Office national de l’eau et de l’assainissement
Das Office national de l'eau et de l'assainissement, abgekürzt ONEA (deutsch etwa: „Nationales Amt für Wasserversorgung und Abwasserbeseitigung“), ist die staatliche Wasserversorgungsgesellschaft des westafrikanischen Staats Burkina Faso.
Die ONEA wurde nach der sankaristischen Revolution per Dekret am 22. Juli 1985 gegründet und löste ihre Vorgängerorganisation, die Société nationale des eaux (SNE) ab.
Ende der 1990er Jahre wurde sie vor dem Hintergrund der akkumulierten Schulden von rund 3 Milliarden CFA-Franken restrukturiert und saniert.
Das heute gültige Pflichtenheft der ONEA umfasst die Versorgung Burkina Fasos mit Trinkwasser wie auch die Abführung und Aufbereitung von Abwasser.

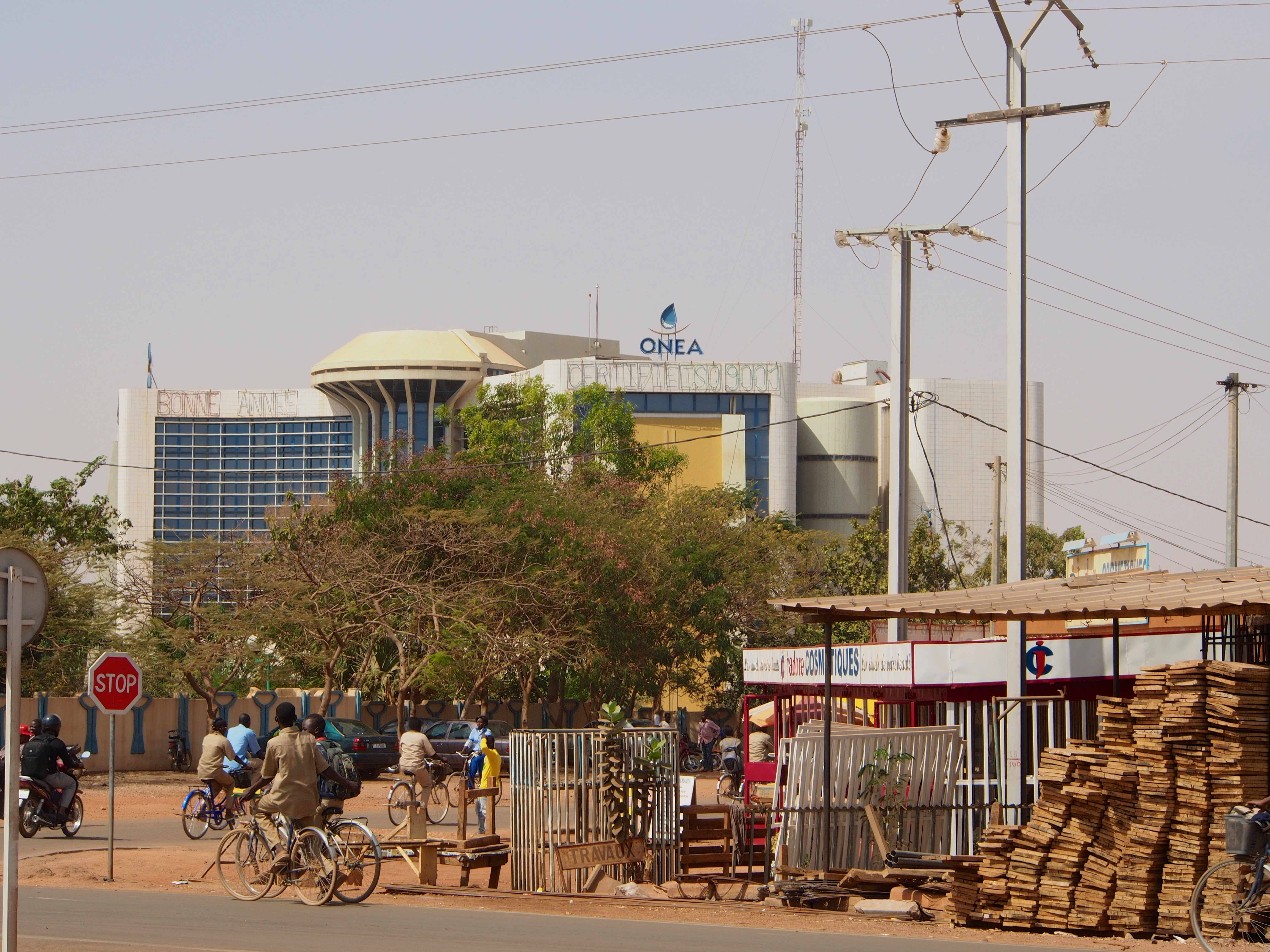
Hauptsitz der ONEA in Ouagadougou
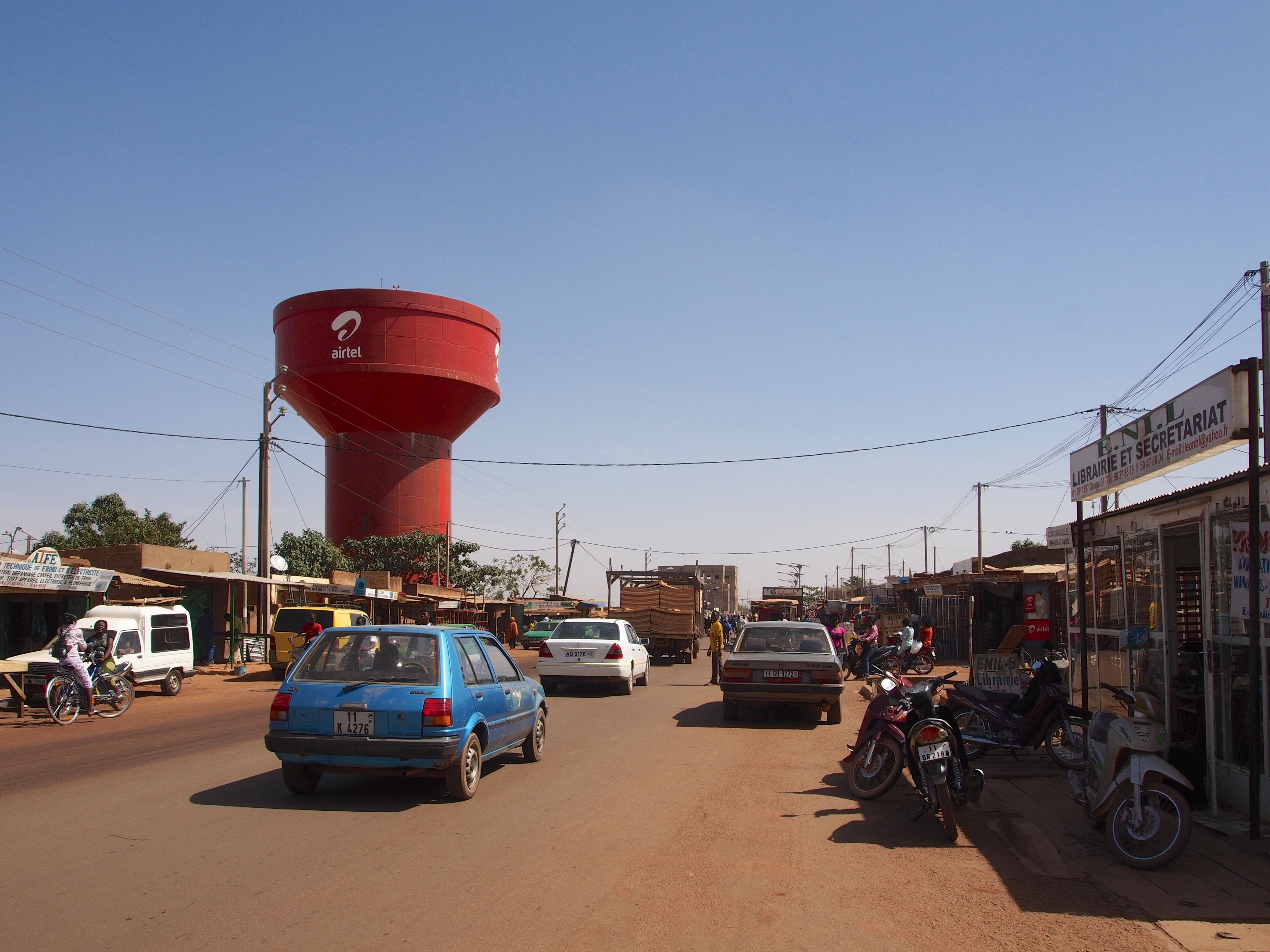
Ein durch die ONEA betriebener Wasserturm im Quartier Bodogodo in Ouagadougou